# Этельбурга Кентская
Этельбурга (др.-англ. Æthelburh, Æthelburg, Ethelburga, Æthelburga, 601—647), также известна как Тата (др.-англ. Tate, Tata) — королева Нортумбрии, жена короля Эдвина Святого. Была принцессой-христианкой из Кента, чей брак с Эдвином в поспособствовал переходу Англии из язычества в христианство. Канонизирована; день памяти — 5 апреля.

## Ранняя жизнь и замужество
Этельбурга была дочерью короля Этельберта Кентского и его жены Берты и сестрой Эдбальда. В 625 году она вышла замуж за короля Эдвина Нортумбрийского. Условием их брака было обращение Эдвина в христианство и принятие миссионера Паулина при нортумбрийском дворе.
Её дочь Энфледа выросла под защитой своего дяди, короля Эдбальда Кентского. Беда Достопочтенный утверждает, что Этельбурга не доверяла своему брату, как и преемнику Эдвина Освальду.

## Христианство и основание монастыря
Крещение короля Эдвина было связано с его женитьбой на Этельбурге, которая привезла с собой своего епископа Паулина. И Этельбурга, и её мать Берта получали письма от пап Григория и Бонифация, соответственно, в которых они призвали их исполнить свой христианский долг, обратив своих мужей-язычников в христианскую веру. Их дочь Энфледа была одной из первых крещёных в Нортумбрии. После того, как король Эдвин был ранен, волнение Этельбурги вызвало преждевременные роды. Как мать, так и младенец оказались в опасности. Паулин молился за королеву и ребёнка. После того, как они выздоравливали, двенадцать членов королевской семьи, а также ребёнок были крещены с разрешения и по просьбе Эдвина.
Согласно Кентской королевской легенде, после смерти Эдвина в битве при Мейкене в 633 году она вернулась в Кент. Затем она основала один из первых бенедиктинских женских монастырей в Англии, в Лиминге, недалеко от Фолкстона, в котором она и прожила остаток дней до своей смерти в 647 году. Её останки были захоронены в монастыре.